# 2319 Aristides
För andra betydelser, se Aristides (olika betydelser).
2319 Aristides eller 7631 P-L är en asteroid i huvudbältet som upptäcktes den 17 oktober 1960 av den nederländsk-amerikanske astronomen Tom Gehrels och det nederländska astronomparet Ingrid van Houten-Groeneveld och Cornelis Johannes van Houten vid Palomarobservatoriet. Den är uppkallad efter Aristides.
Asteroiden har en diameter på ungefär 10 kilometer och den tillhör asteroidgruppen Koronis.